# Schloss Prassen
Schloss Prassen (polnisch Palac w Prosnie) ist ein ruinöses Schloss in Prosna (Prassen) im Kreis Kętrzyn (Rastenburg), Woiwodschaft Ermland-Masuren.

## Geschichte
Das Schloss wurde zwischen 1610 und 1620 für die zu Eulenburg errichtet und von 1667 bis 1668 nach Plänen des polnischen Architekten Jan Josef Gozdawa Naronowicz-Naronski umgebaut. Um 1860 wurde der Bau erheblich neugotisch umgestaltet, und 1875 wurde der markante Turm angefügt.
Während der Offensive der Roten Armee auf Ostpreußen im Januar 1945 wurde das Gut von russischen Besatzungstruppen requiriert und besetzt. Sie waren hier bis 1946 stationiert, alles Mobiliar verschwand, und die Inneneinrichtung wurde verwüstet.
Nach dem Zweiten Weltkrieg nutzte eine landwirtschaftliche Produktionsgenossenschaft das Haus. Wie viele solcher Bauten verfiel das Schloss ab den 1970er Jahren immer mehr und ist heute eine Ruine, die sich seit 1997 in Privatbesitz befindet.

## Bauzustand
Das Schloss liegt in einer Biegung des Flusses Guber und steht auf einem L-förmigen Grundriss. Der unregelmäßige Baukörper ähnelt einer Burg. Heute sind vom Bau nur die Klinkerfassaden erhalten geblieben, deren charakteristische Rundbogenfenster erkennbar sind. Auch der Turm ist als Ruine erhalten. Neben dem Turm befindet sich eine Treppe nebst Resten einer Arkadengalerie. Der gesamte Baukörper war reich an Details und Verzierungen, wie Balustraden, Galerien und geschmiedeten Eisengittern. Unter den Ruinen sind die Keller teilweise verschüttet.

## Schlosspark
Der Schlosspark wird von der Guber schwungvoll umflossen. Der Park war reich an Kastanienbäumen, Eichen, Ulmen, Linden und Eschen. Eine künstliche Höhle am Fluss ist auch erhalten geblieben.

## Nachweise
- ostpreussen.net
- polska-org.pl